# Коморовский, Марцин
Ма́рцин Коморо́вский (пол. Marcin Komorowski; 17 апреля 1984, Пабьянице, Польша) — польский футболист, защитник.

## Карьера

### Клубная
Марцин является воспитанником футбольной школы своего родного города — Пабьянице. До 2006 года футболист выступал за команды, игравшие тогда в низших лигах Польши. В 2006 году футболист подписал контракт с футбольным клубом «Белхатув», выступающим в Экстраклассе. Но за сезон 2006/07 сыграл за команду, которая по итогам чемпионата стала его серебряным призёром, всего в двух матчах. В середине 2007 года Марцин заключил контракт с командой «Лодзь», затем, в 2008-м, с командой «Заглембе» из города Сосновец. В том же году Коморовский пополнил состав «Полонии» из города Бытом. 10 февраля 2009 года подписал контракт с «Легией», рассчитанный на 3,5 года. За варшавский клуб футболист выступал на протяжении трех сезонов. За это время он принял участие в матчах команды в Экстраклассе, Кубке Польши и Лиге Европы. В общей сложности он сыграл за этот клуб в 74 матчах, забив в них три мяча. В феврале 2012 года Коморовский пополнил состав футбольного клуба «Терек». Контракт с футболистом рассчитан на 3,5 года. Сумма сделки — 450 тысяч евро.
3 марта, в матче с томской «Томью» (1:0), состоялся дебют Марцина в составе «Терека».

### Национальная
14 декабря 2008 года состоялся дебют Марцина в сборной Польши. Это произошло в товарищеском матче со сборной Сербии.